# San Antonio Masahuat
San Antonio Masahuat est une municipalité du département de La Paz au Salvador.